# Расселл (округ, Кентуккі)
Шаблон:StateAbbr_ 36°59′ пн. ш. 85°04′ зх. д. / 36.99° пн. ш. 85.06° зх. д.
Округ  Расселл (англ. Russell County) — округ (графство) у штаті  Кентуккі, США. Ідентифікатор округу 21207.

## Історія
Округ утворений 1825 року.

## Демографія
За даними перепису 
2000 року 
загальне населення округу становило 16315 осіб, усе сільське.
Серед мешканців округу чоловіків було 7903, а жінок — 8412. В окрузі було 6941 домогосподарство, 4796 родин, які мешкали в 9064 будинках.
Середній розмір родини становив 2,82.
Віковий розподіл населення поданий у таблиці:
| Стать    | До 15 років | 15-21 | 22-29 | 30-39 | 40-49 | 50-65 | 65-85 | Понад 85 |
| -------- | ----------- | ----- | ----- | ----- | ----- | ----- | ----- | -------- |
| Чоловіки | 1532        | 717   | 749   | 1096  | 1161  | 1502  | 1063  | 83       |
| Жінки    | 1475        | 672   | 754   | 1182  | 1221  | 1566  | 1346  | 196      |

## Суміжні округи
- Кейсі — північ
- Пуласкі — північний схід
- Вейн — південний схід
- Клінтон — південь
- Камберленд — південний захід
- Адер — захід

## Виноски
1. ↑  U.S. Decennial Census. United States Census Bureau. Архів оригіналу за 12 травня 2015. Процитовано 19 серпня 2014.
2. ↑  Historical Census Browser. University of Virginia Library. Архів оригіналу за 11 серпня 2012. Процитовано 19 серпня 2014.
3. ↑  Population of Counties by Decennial Census: 1900 to 1990. United States Census Bureau. Архів оригіналу за 13 жовтня 2014. Процитовано 19 серпня 2014.
4. ↑  Census 2000 PHC-T-4. Ranking Tables for Counties: 1990 and 2000 (PDF). United States Census Bureau. Архів оригіналу (PDF) за 18 грудня 2014. Процитовано 19 серпня 2014.
5. ↑  State & County QuickFacts. United States Census Bureau. Архів оригіналу за 17 липня 2011. Процитовано 6 березня 2014.(англ.) Наведено за англійською вікіпедією.
6. ↑  American FactFinder. Бюро перепису населення США. Архів оригіналу за 26 лютого 2012. Процитовано 31 січня 2008.

| США | Це незавершена стаття з географії США. Ви можете допомогти проєкту, виправивши або дописавши її. |